# Шведов, Владимир Степанович
Владимир Степанович Шведов (2 августа 1955, Ибреси, Чувашская АССР, РСФСР, СССР) — советский и российский театральный художник. Главный художник Государственного ордена «Знак Почёта» русского драматического театра (Чебоксары, с 2008). Народный художник Чувашской Республики.

## Биография
Владимир Шведов родился 2 августа 1955 года в посёлке Ибреси Чувашской АССР. Окончил 8 классов Ибресинской средней школы, а также детскую художественную школу (1971).
В 1975 году окончил Чебоксарское художественное училище. В 1980 году окончил Школу-студию (вуз) им. В. И. Немировича-Данченко при МХАТ СССР им. М. Горького.
С 1980 по 2002 год работал главным художником Театра юного зрителя им. М. Сеспеля в Чебоксарах. С 1985 года — член Всероссийского театрального общества. С 1995 года — член Союза чувашских художников.
С 2002 по 2008 год — художник Чувашского государственного академического драматического театра им. К. В. Иванова. С 2008 года — главный художник Государственного русского драматического театра.
Оформил более 100 спектаклей для театров Чувашской Республики. Участник зональной выставки «Большая Волга» (Чебоксары, 1985), выставки «Волга театральная» (г. Куйбышев, 1986), Всесоюзной вставки «Художники театра, кино и телевидения» (Москва, 1987), выставок Союза чувашских художников (с 1995) и др.

## Награды
- Заслуженный художник Чувашской Республики (1996);
- Народный художник Чувашской Республики (2021);
- Лауреат Чувашского республиканского конкурса театрального искусства «Чĕнтĕрлĕ чаршав» («Узорчатый занавес», 2009).